# Clubs champions du monde de football
Cette liste comprend les clubs de football champions du monde FIFA. Les compétitions officielles qui décernent un titre mondial sont la Coupe Intercontinentale (1960-2004), la Coupe du monde des clubs de la FIFA (2025-présent) et la Coupe intercontinentale de la FIFA (2000-présent).
À partir de 2025, la Coupe du monde des clubs de la FIFA et la Coupe intercontinentale de la FIFA coexistent en tant que championnats mondiaux de clubs actuels de la FIFA, décernant respectivement les titres de champion du monde des clubs quadriennal et champion du monde des clubs annuel aux clubs vainqueurs,.
Les actuels champions du monde sont Chelsea FC, vainqueur de la Coupe du monde des clubs de la FIFA 2025, et le Real Madrid, vainqueur de la Coupe intercontinentale de la FIFA 2024.

## Miscellanées

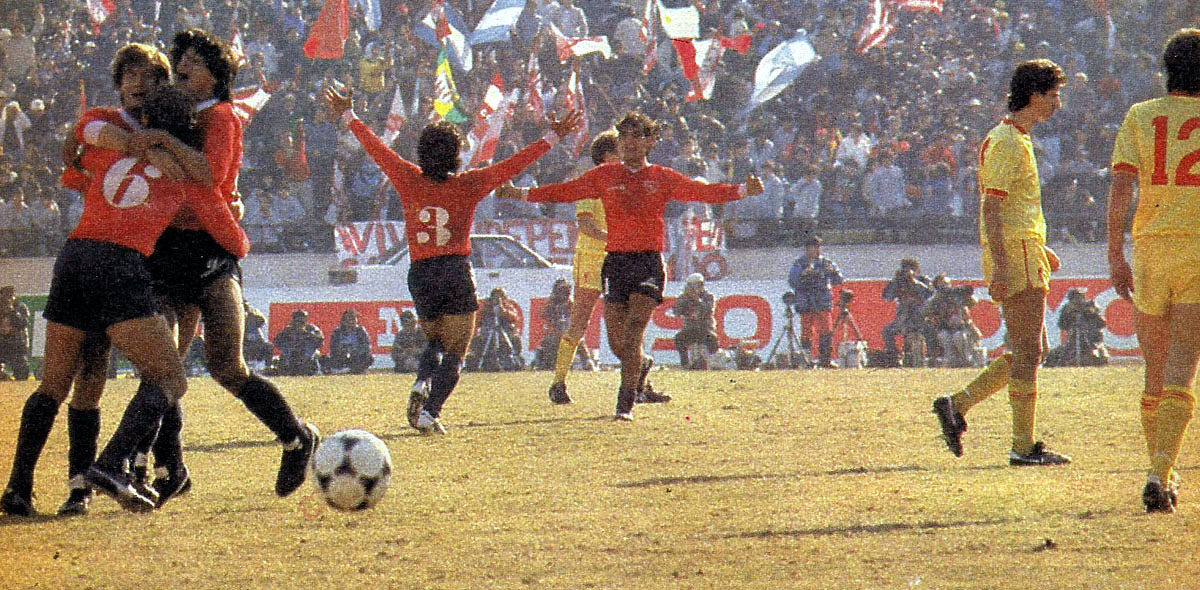
CA Independiente gagnant de la Coupe intercontinentale 1984.

Selon la Fédération internationale de football association (FIFA), les compétitions internationales officielles sont des compétitions organisées (pour les clubs ou les équipes nationales) par la FIFA ou une confédération affiliée à elle : Confédération asiatique de football (AFC), Confédération africaine de football (CAF), Confédération de football d'Amérique du Nord, d'Amérique centrale et des Caraïbes (CONCACAF), Confédération sud-américaine de football (CONMEBOL), Confédération du football d'Océanie (OFC), Union des associations européennes de football (UEFA), ou par des fédérations affiliées (championnats et coupes nationaux),,,.

## Compétitions

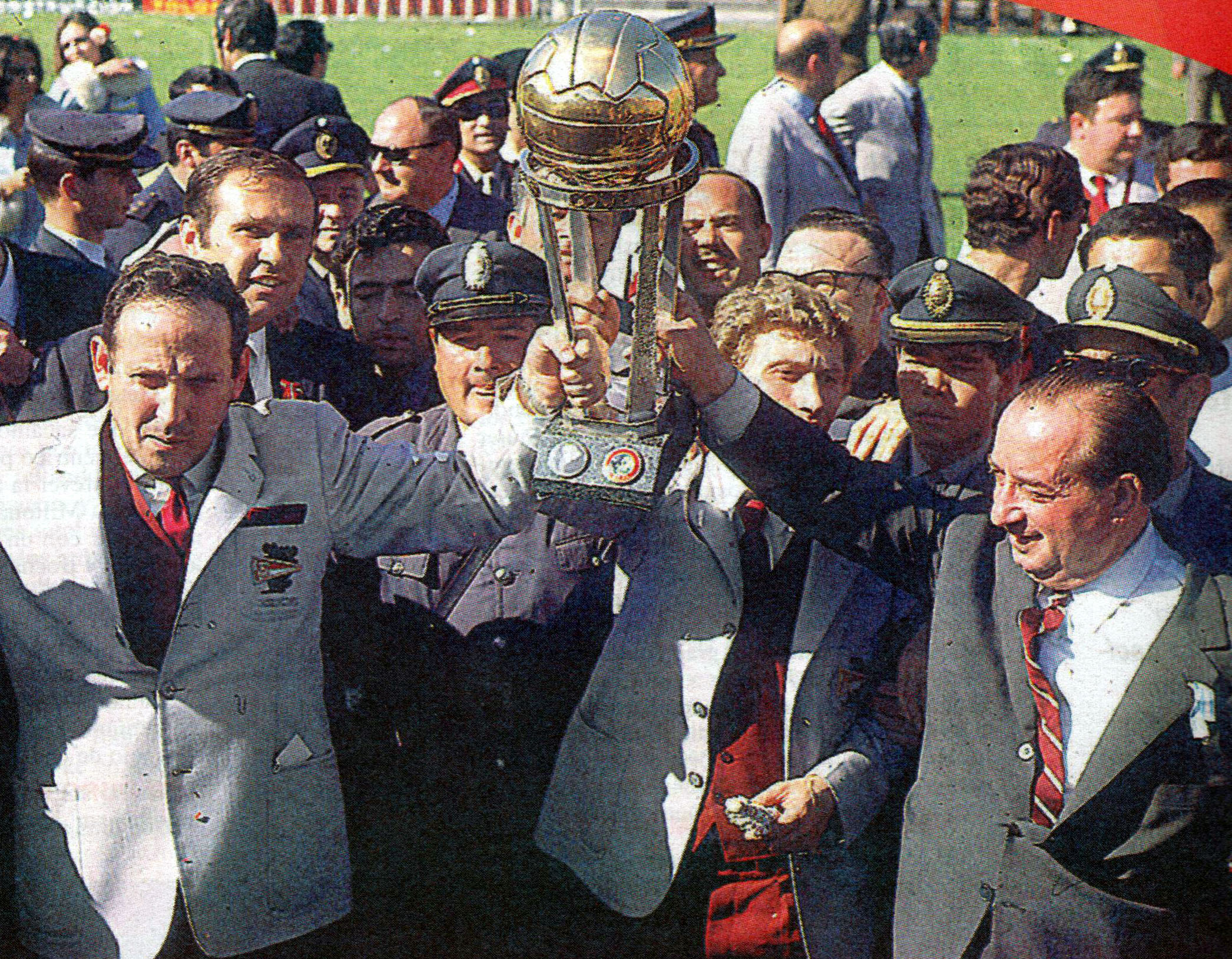
Coupe Intercontinentale 1968.

Logo de la Coupe du monde des clubs à partir de l'édition 2025.

Les tournois officiels valides pour le titre de club champion du monde selon la FIFA sont:
- Coupe intercontinentale – La Coupe intercontinentale (ou Coupe européenne/sud-américaine ou Toyota Cup[9]) était une compétition annuelle de football déroulée entre 1960 et 2004 (avant d'être remplacée par la Coupe Intercontinentale de la FIFA), organisée par l'UEFA et la CONMEBOL qui opposait les vainqueurs de la Ligue des champions et de la Copa Libertadores, ces deux tournois étant les compétitions majeures des continents respectifs (les deux continents beaucoup plus développés du monde du football dans ces années). Les gagnants étaient considérés comme champions du monde de facto[10].

En 2017, le Conseil de la FIFA a reconnu par document officiel (de jure) tous les champions de l'ancienne Coupe intercontinentale avec le titre officiel de clubs de football champions du monde, c'est-à-dire avec le titre de champions du monde FIFA, initialement attribué uniquement aux gagnants de la Coupe Intercontinentale de la FIFA, anciennement dénommé entre 2000 et 2023 : "Coupe du monde des clubs FIFA",. 
Les experts du football s'accordent à dire que l'ancienne Coupe intercontinentale est la compétition de football plus fascinant qui ait jamais existé grâce à l'équilibre (dans les matches et économique) et aux règles des joueurs étrangers qui ont progressivement favorisé les équipes européennes et affaibli les équipes sud-américaines,; aussi les statistiques le confirment.
- Coupe du monde des clubs de la FIFA - Compétition quadriannuelle organisée par la Fédération internationale de football association (FIFA) regroupant 32 équipes issus de 6 confédérations différentes. La compétition attribue le titre quadriannuel de champion du monde et le vainqueur arbore dans son maillot pendant 4 ans un badge comportant l'inscription : "FIFA World Champion"[17].

- Coupe intercontinentale de la FIFA - Compétition annuelle organisée par la Fédération internationale de football association (FIFA). Les clubs champions continentaux des six confédérations de football participent à la compétition. Il s'agit des vainqueurs de la Ligue des champions de l'UEFA, de la Ligue des champions de la CAF, de la Ligue des champions de l'AFC, de la Coupe des champions de la CONCACAF, de la Ligue des champions de l'OFC et de la Copa Libertadores. La compétition attribue le titre annuel de Champion du monde[18].

## Statistiques

### Palmarès par club
En résumé, la FIFA a trois types de champions du monde, outre ceux de la Coupe Intercontinentale de la FIFA, ceux issus de l'ancien Coupe Intercontinentale et ceux issus de la Coupe du Monde des Clubs (les trois compétitions, bien que différent, confèrent le même titre, celui du champion du monde de la FIFA).
| Club                     | Fédération  | Trophées | Coupe Intercontinentale | Coupe du monde des clubs de la FIFA | Coupe Intercontinentale de la FIFA     |
| ------------------------ | ----------- | -------- | ----------------------- | ----------------------------------- | -------------------------------------- |
| Real Madrid              | Espagne     | 9        | 3 (1960, 1998, 2002)    |                                     | 6 (2014, 2016, 2017, 2018, 2022, 2024) |
| AC Milan                 | Italie      | 4        | 3 (1969, 1989, 1990)    |                                     | 1 (2007)                               |
| Bayern Munich            | Allemagne   | 4        | 2 (1976, 2001)          |                                     | 2 (2013, 2020)                         |
| CA Peñarol               | Uruguay     | 3        | 3 (1961, 1966, 1982)    |                                     |                                        |
| Nacional                 | Uruguay     | 3        | 3 (1971, 1980, 1988)    |                                     |                                        |
| Boca Juniors             | Argentine   | 3        | 3 (1977, 2000, 2003)    |                                     |                                        |
| São Paulo FC             | Brésil      | 3        | 2 (1992, 1993)          |                                     | 1 (2005)                               |
| Inter Milan              | Italie      | 3        | 2 (1964, 1965)          |                                     | 1 (2010)                               |
| FC Barcelone             | Espagne     | 3        |                         |                                     | 3 (2009, 2011, 2015)                   |
| Santos FC                | Brésil      | 2        | 2 (1962, 1963)          |                                     |                                        |
| Independiente            | Argentine   | 2        | 2 (1973, 1984)          |                                     |                                        |
| Ajax Amsterdam           | Pays-Bas    | 2        | 2 (1972, 1995)          |                                     |                                        |
| Juventus FC              | Italie      | 2        | 2 (1985, 1996)          |                                     |                                        |
| FC Porto                 | Portugal    | 2        | 2 (1987, 2004)          |                                     |                                        |
| Manchester United        | Angleterre  | 2        | 1 (1999)                |                                     | 1 (2008)                               |
| SC Corinthians           | Brésil      | 2        |                         |                                     | 2 (2000, 2012)                         |
| Chelsea                  | Angleterre  | 2        |                         | 1 (2025)                            | 1 (2021)                               |
| Racing Club              | Argentine   | 1        | 1 (1967)                |                                     |                                        |
| Estudiantes de La Plata  | Argentine   | 1        | 1 (1968)                |                                     |                                        |
| Feyenoord                | Pays-Bas    | 1        | 1 (1970)                |                                     |                                        |
| Atlético Madrid          | Espagne     | 1        | 1 (1974)                |                                     |                                        |
| Club Olimpia             | Paraguay    | 1        | 1 (1979)                |                                     |                                        |
| Flamengo                 | Brésil      | 1        | 1 (1981)                |                                     |                                        |
| Grêmio                   | Brésil      | 1        | 1 (1983)                |                                     |                                        |
| River Plate              | Argentine   | 1        | 1 (1986)                |                                     |                                        |
| Étoile rouge de Belgrade | Yougoslavie | 1        | 1 (1991)                |                                     |                                        |
| Vélez Sarsfield          | Argentine   | 1        | 1 (1994)                |                                     |                                        |
| Borussia Dortmund        | Allemagne   | 1        | 1 (1997)                |                                     |                                        |
| SC Internacional         | Brésil      | 1        |                         |                                     | 1 (2006)                               |
| Liverpool FC             | Angleterre  | 1        |                         |                                     | 1 (2019)                               |
| Manchester City          | Angleterre  | 1        |                         |                                     | 1 (2023)                               |

### Palmarès par nation
| Pays       | Trophées | Coupe Intercontinentale                                  | Coupe du monde des clubs de la FIFA | Coupe Intercontinentale de la FIFA                       |
| ---------- | -------- | -------------------------------------------------------- | ----------------------------------- | -------------------------------------------------------- |
| Espagne    | 13       | 4 (1960, 1974, 1998, 2002)                               |                                     | 9 (2009, 2011, 2014, 2015, 2016, 2017, 2018, 2022, 2024) |
| Brésil     | 10       | 6 (1962, 1963, 1981, 1983, 1992, 1993)                   |                                     | 4 (2000, 2005, 2006, 2012)                               |
| Argentine  | 9        | 9 (1967, 1968, 1973, 1977, 1984, 1986, 1994, 2000, 2003) |                                     |                                                          |
| Italie     | 9        | 7 (1964, 1965, 1969, 1985, 1989, 1990, 1996)             |                                     | 2 (2007, 2010)                                           |
| Uruguay    | 6        | 6 (1961, 1966, 1971, 1980, 1982, 1988)                   |                                     |                                                          |
| Angleterre | 6        | 1 (1999)                                                 | 1 (2025)                            | 4 (2008, 2019, 2021, 2023                                |
| Allemagne  | 5        | 3 (1976, 1997, 2001)                                     |                                     | 2 (2013, 2020)                                           |
| Pays-Bas   | 3        | 3 (1970, 1972, 1995)                                     |                                     |                                                          |
| Portugal   | 2        | 2 (1987, 2004)                                           |                                     |                                                          |
| Paraguay   | 1        | 1 (1979)                                                 |                                     |                                                          |
| Serbie     | 1        | 1 (1991)                                                 |                                     |                                                          |

### Palmarès par confédération
| Confédération              | Trophées | Coupe Intercontinentale | Coupe du monde des clubs de la FIFA | Coupe Intercontinentale de la FIFA                                                                        |
| -------------------------- | -------- | --- | ----------------------------------- | --- |
| UEFA (Europe)              | 39       | 21 (1960, 1964, 1965, 1969, 1970, 1972, 1974, 1976, 1985, 1987, 1989, 1990, 1991, 1995, 1996, 1997, 1998, 1999, 2001, 2002, 2004)       | 1 (2025)                            | 17 (2007, 2008, 2009, 2010, 2011, 2013, 2014, 2015, 2016, 2017, 2018, 2019, 2020, 2021, 2022, 2023, 2024) |
| CONMEBOL (Amérique du Sud) | 26       | 22 (1961, 1962, 1963, 1966, 1967, 1968, 1971, 1973, 1977, 1979, 1980, 1981, 1982, 1983, 1984, 1986, 1988, 1992, 1993, 1994, 2000, 2003) |                                     | 4 (2000, 2005, 2006, 2012)                                                                                |

### Joueurs les plus titrés
| Joueur            | Club(s)                                                | Titres | Palmarès |
| ----------------- | ------------------------------------------------------ | ------ | -------- |
| Toni Kroos        | Bayern Munich (1) / Real Madrid (5)                    | 6      |          |
| Dani Carvajal     | Real Madrid (6)                                        | 6      |          |
| Luka Modrić       | Real Madrid (6)                                        | 6      |          |
| Nacho             | Real Madrid (5)                                        | 5      |          |
| Karim Benzema     | Real Madrid (5)                                        | 5      |          |
| Lucas Vázquez     | Real Madrid (5)                                        | 5      |          |
| Cristiano Ronaldo | Manchester United (1) / Real Madrid (3)                | 4      |          |
| Keylor Navas      | Real Madrid (4)                                        | 4      |          |
| Gareth Bale       | Real Madrid (4)                                        | 4      |          |
| Sergio Ramos      | Real Madrid (4)                                        | 4      |          |
| Marcelo           | Real Madrid (4)                                        | 4      |          |
| Isco              | Real Madrid (4)                                        | 4      |          |
| Raphaël Varane    | Real Madrid (4)                                        | 4      |          |
| Marco Asensio     | Real Madrid (4)                                        | 4      |          |
| Mateo Kovačić     | Real Madrid (2) / Chelsea FC (1) / Manchester City (1) | 4      |          |
| David Alaba       | Bayern Munich (2) / Real Madrid (2)                    | 4      |          |
| Dani Ceballos     | Real Madrid (4)                                        | 4      |          |

### Matchs disputés
| Rang | Joueur              | Matchs | Club(s)          | Détail                                                                         |
| ---- | ------------------- | ------ | ---------------- | ------------------------------------------------------------------------------ |
| 1    | Hussein El Shahat   | 20     | Al Ain / Al Ahly | 2018 (4), 2020 (2), 2021 (3), 2022 (3), 2023 (3), 2024 (2), 2025 (3)           |
| 2    | Mohamed Hany        | 16     | Al Ahly          | 2020 (3), 2021 (3), 2022 (4), 2023 (3), 2025 (3)                               |
| 2    | Taher Mohamed (en)  | 16     | Al Ahly          | 2020 (3), 2021 (3), 2022 (4), 2023 (3), 2024 (2), 2025 (1)                     |
| 4    | Luka Modrić         | 15     | Real Madrid      | 2016 (2), 2017 (2), 2018 (2), 2022 (2), 2024 (1), 2025 (6)                     |
| 4    | Mohamed El-Shenawy  | 15     | Al Ahly          | 2020 (3), 2022 (4), 2023 (3), 2024 (2), 2025 (3)                               |
| 6    | Afsha (en)          | 14     | Al Ahly          | 2020 (3), 2021 (2), 2022 (3), 2023 (1), 2024 (2), 2025 (3)                     |
| 6    | Rami Rabia          | 14     | Al Ahly / Al Ain | 2012 (2), 2013 (2), 2021 (2), 2022 (1), 2023 (2), 2024 (2), 2025 (3)           |
| 8    | Amr El Solia        | 13     | Al Ahly          | 2020 (3), 2021 (2), 2022 (3), 2024 (2), 2023 (3)                               |
| 8    | Yasser Ibrahim (en) | 13     | Al Ahly          | 2020 (2), 2021 (3), 2022 (1), 2023 (3), 2024 (2), 2025 (2)                     |
| 10   | Emiliano Tade (en)  | 12     | Auckland City    | 2011 (1), 2012 (1), 2013 (1), 2014 (4), 2015 (1), 2016 (1), 2017 (1), 2022 (2) |
| 10   | Ali Maaloul         | 12     | Al Ahly          | 2020 (2), 2021 (3), 2022 (4), 2023 (3)                                         |
| 10   | Hamdy Fathy (en)    | 12     | Al Ahly          | 2020 (3), 2021 (2), 2022 (4), 2025 (3)                                         |
| 10   | Aliou Dieng         | 12     | Al Ahly          | 2020 (3), 2021 (3), 2022 (4), 2023 (1), 2025 (1)                               |
| 10   | Salem Al-Dawsari    | 12     | Al-Hilal         | 2019 (3), 2021 (3), 2022 (3), 2025 (3)                                         |
| 10   | Mohamed Kanno       | 12     | Al-Hilal         | 2019 (2), 2021 (3), 2022 (2), 2025 (5)                                         |

### Meilleurs buteurs
| Rang | Joueur            | Club(s)                                 | Buts | Détail                                 |
| ---- | ----------------- | --------------------------------------- | ---- | -------------------------------------- |
| 1    | Pelé              | Santos FC (7)                           | 7    | 1962 (5), 1963 (2)                     |
| 1    | Cristiano Ronaldo | Manchester United (1) / Real Madrid (6) | 7    | 2008 (1), 2016 (4), 2017 (2)           |
| 3    | Alberto Spencer   | CA Peñarol (6)                          | 6    | 1960 (1), 1961 (2), 1966 (3)           |
| 3    | Gareth Bale       | Real Madrid (6)                         | 6    | 2014 (2), 2017 (1), 2018 (3)           |
| 3    | Karim Benzema     | Real Madrid (4) / Al-Ittihad (2)        | 6    | 2014 (1), 2016 (2), 2022 (1), 2023 (2) |
| 3    | Lionel Messi      | FC Barcelone (5) / Inter Miami (1)      | 6    | 2009 (2), 2011 (2), 2015 (1), 2025 (1) |
| 3    | Luis Suárez       | FC Barcelone (5) / Inter Miami (1)      | 6    | 2015 (5), 2025 (1)                     |
| 8    | César Delgado     | CF Monterrey (5)                        | 5    | 2012 (3), 2013 (2)                     |
| 8    | Salem Al-Dawsari  | Al-Hilal (5)                            | 5    | 2019 (1), 2021 (1), 2022 (2), 2025 (1) |
| 8    | Vinícius Júnior   | Real Madrid (5)                         | 5    | 2022 (3), 2024 (1), 2025 (1)           |
| 8    | Federico Valverde | Real Madrid (5)                         | 5    | 2022 (3), 2025 (2)                     |

### Entraîneurs les plus titrés
| Entraîneur      | Club(s)                                                    | Titres | Palmarès |
| --------------- | ---------------------------------------------------------- | ------ | -------- |
| Pep Guardiola   | FC Barcelone (2) / Bayern Munich (1) / Manchester City (1) | 4      |          |
| Carlo Ancelotti | AC Milan (1) / Real Madrid (3)                             | 4      |          |
| Carlos Bianchi  | Vélez Sarsfield (1) / Boca Juniors (2)                     | 3      |          |
| Lula            | Santos FC (2)                                              | 2      |          |
| Helenio Herrera | Inter Milan (2)                                            | 2      |          |
| Arrigo Sacchi   | AC Milan (2)                                               | 2      |          |
| Telê Santana    | São Paulo FC (2)                                           | 2      |          |
| Alex Ferguson   | Manchester United (2)                                      | 2      |          |
| Zinédine Zidane | Real Madrid (2)                                            | 2      |          |